# Stazione di Galliera
Stazione di Galliera vasútállomás Olaszországban, Galliera településen.

## Vasútvonalak
Az állomást az alábbi vasútvonalak érintik:
- Padova–Bologna-vasútvonal

## Kapcsolódó állomások
A vasútállomáshoz az alábbi állomások vannak a legközelebb:
- Stazione di San Pietro in Casale
- Stazione di Poggio Renatico